# Moskwitsch-402
Der Moskwitsch-402 (russisch Москвич-402) ist ein Personenwagen des sowjetischen Herstellers Moskowski Sawod Malolitraschnych Awtomobilej (russisch Московский завод малолитражных автомобилей, kurz MZMA beziehungsweise russisch МЗМА, bekannt durch die Verwendung des Markennamens Moskwitsch), der von 1956 bis 1958 in Serie gebaut wurde. Er war der Nachfolger des Moskwitsch-400 und erhielt eine völlig neue Karosserie sowie einen stärkeren Motor.
Unter der Bezeichnung Moskwitsch-423 (russisch Москвич-423) wurde von 1957 bis 1958 eine Version als Kombi gebaut, mit dem Moskwitsch-410 gab es auch eine Ausführung als Geländewagen.

## Fahrzeuggeschichte

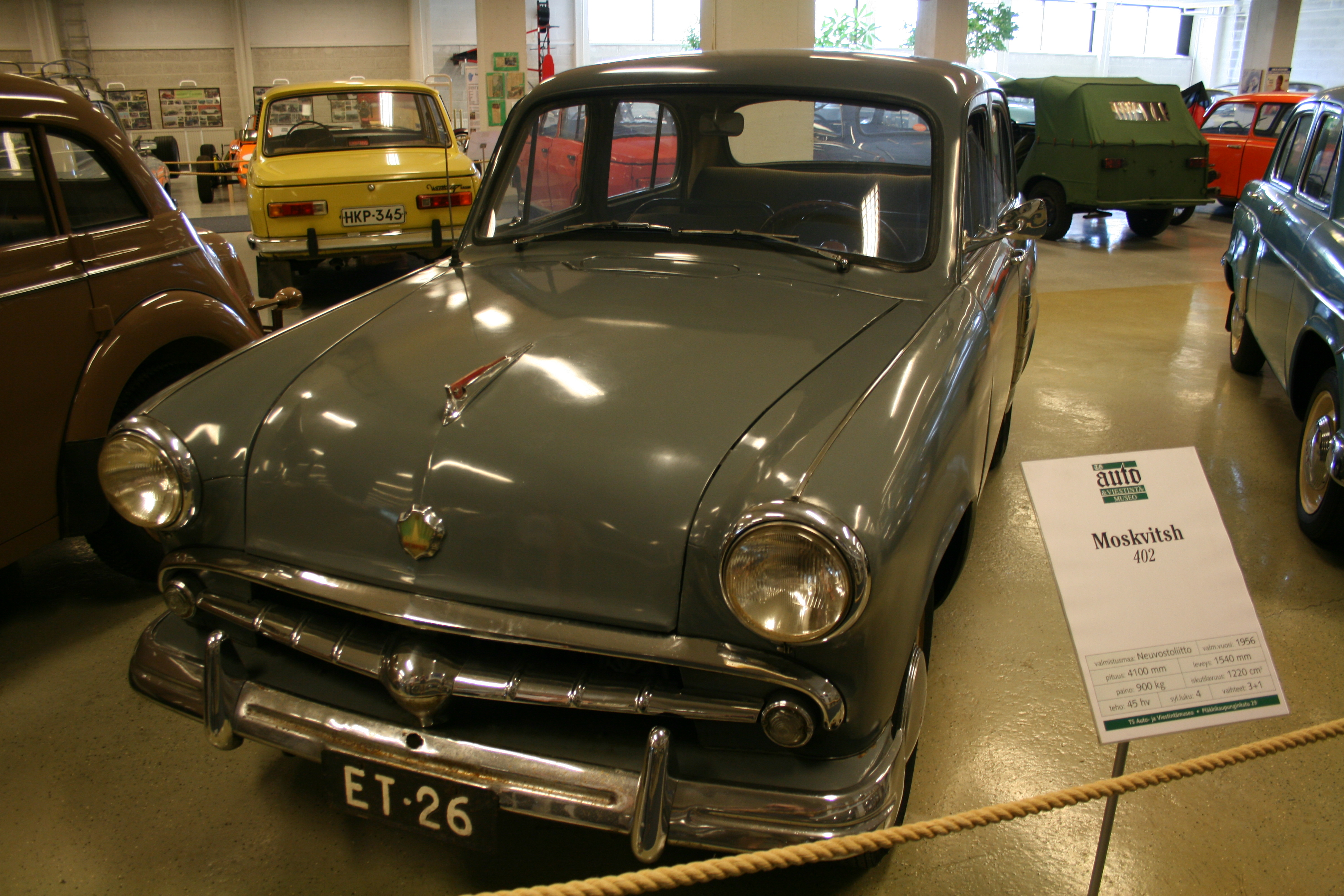
Moskwitsch-402 in einem finnischen Museum (2008)

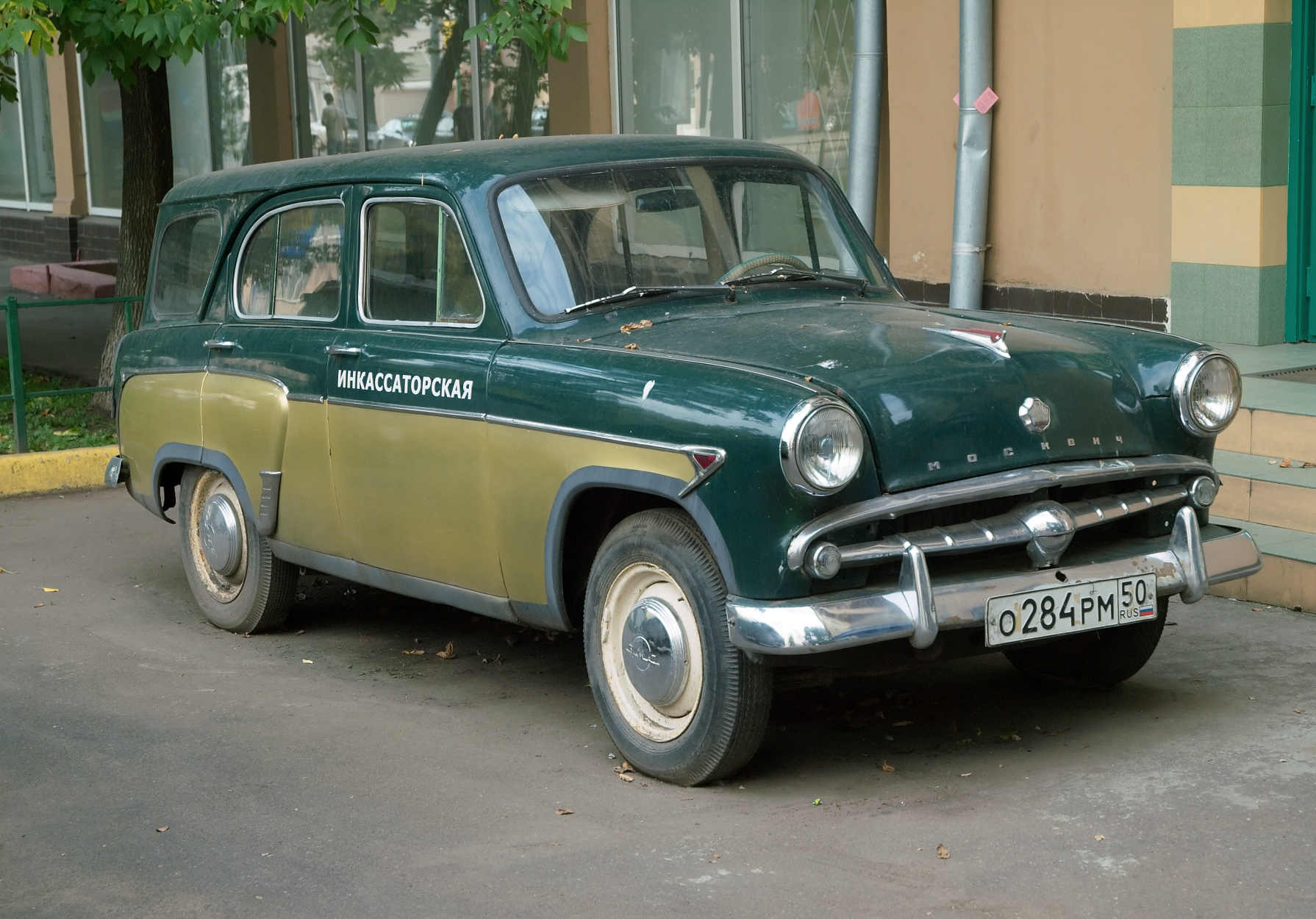
Moskwitsch-423N, der äußerlich noch fast unveränderte Nachfolger des Moskwitsch-423 mit stärkerem Motor, in Moskau (2008)

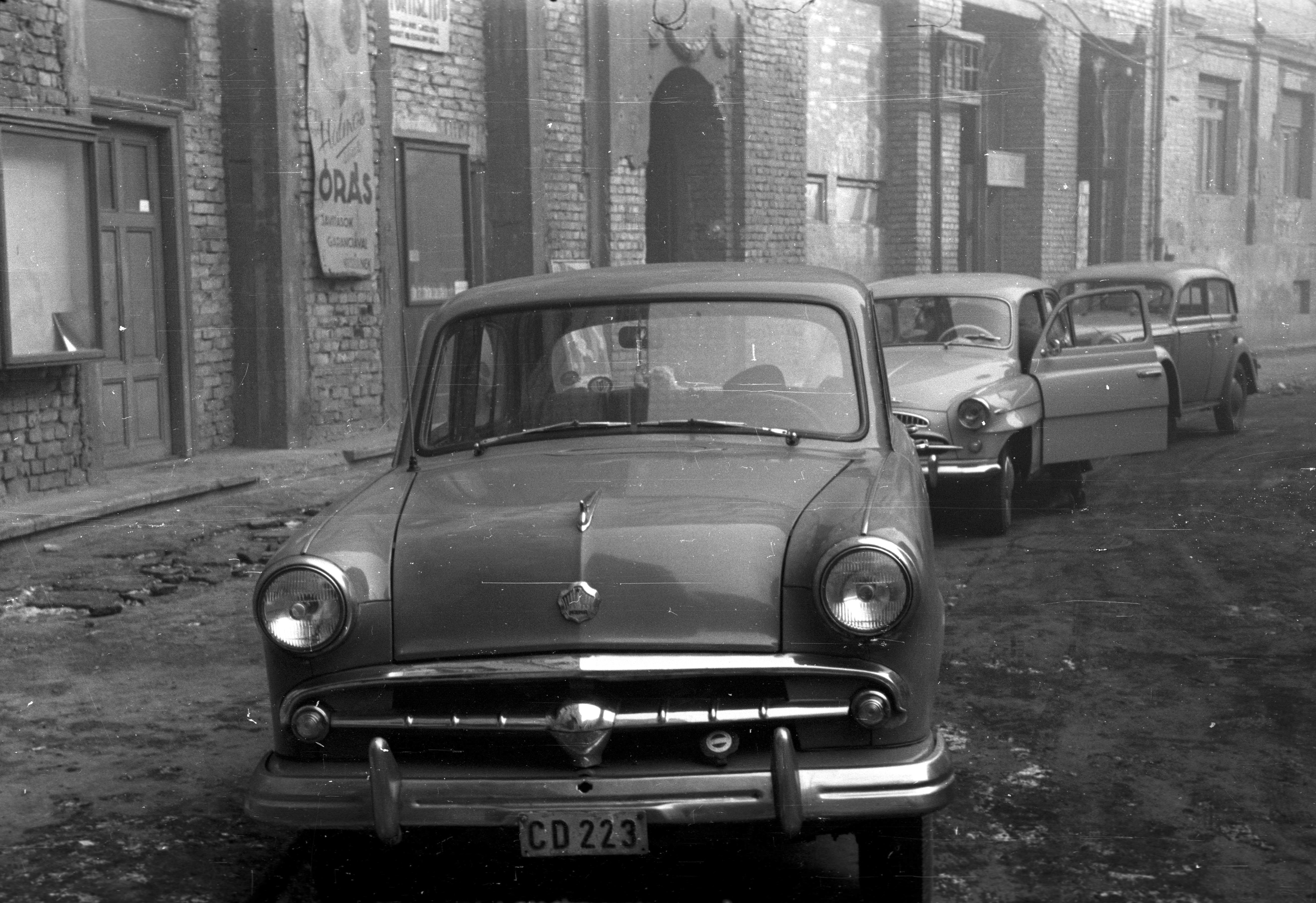
Frontansicht eines Moskwitsch-402 in Budapest. Gut zu erkennen ist der markante Kühlergrill und das Fehlen des Moskwitsch-Schriftzugs über der Kühlermaske, der beim Modell Moskwitsch-407 im Jahr 1958 ergänzt wurde

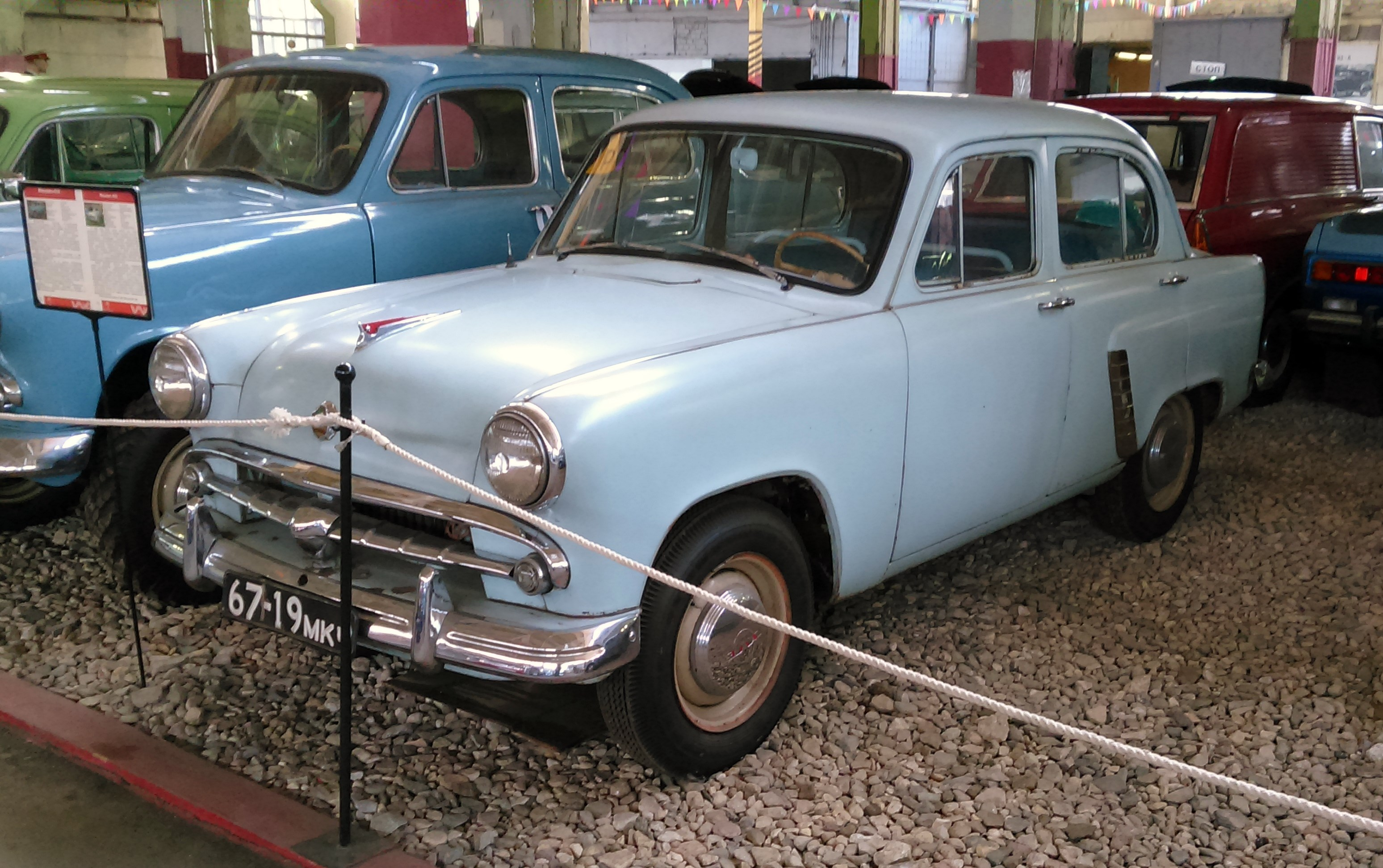
Moskwitsch-402 in einem Moskauer Museum, daneben ein Moskwitsch-410 (2016)

Die ersten Entwicklungen mit Bezug auf einen möglichen Nachfolger für den Moskwitsch-400 gab es bereits 1950. Unter der Bezeichnung Moskwitsch-402-425 wurde Mitte 1951 ein erster Prototyp vollendet. Anders als bei den vorhergehenden Typen wurde in der Serienfertigung auf die zweite Nummer in der Typenbezeichnung verzichtet. Kleinere Änderungen an Fahrzeugen mit der gleichen Karosserie wurden durch angehängte Buchstaben (z. B. Moskwitsch-402T für ein Taxi) kenntlich gemacht, größere Änderungen durch eigene Modellnummern (z. B. Moskwitsch-423 für den Kombi). Während der Entwicklungszeit wurden verschiedene ausländische Fahrzeuge eingekauft und genauer studiert, darunter auch der Citroën 2CV, ein Ford Consul, ein Fiat 1100, ein Lancia Aurelia sowie ein deutscher Ford Taunus 12M. Insgesamt wurden sieben Prototypen gebaut, die sich in ihrer Karosserieform unterschieden. Grund dafür war auch, dass man für die Pressen im Gorkowski Awtomobilny Sawod Formen finden wollte, die für die Fertigung günstig waren. Da keine entsprechenden Teststrecken vorhanden waren, wurden die Fahrzeuge im öffentlichen Straßenverkehr erprobt. Im Februar 1955 wurde eines der Autos auf einer Ausstellung der Öffentlichkeit präsentiert.
Am 20. April 1956 wurde der erste Wagen aus der neuen Serienfertigung vollendet, die Produktion des Vorgängers daraufhin eingestellt. Die Serienfertigung des Kombis Moskwitsch-423 begann 1957. Im Vergleich zum Moskwitsch-400 war das neue Fahrzeug deutlich geräumiger und mit 35 PS auch besser motorisiert. Es wurden für Fahrer und Beifahrer modernere Sitze verbaut, die sich nach hinten umklappen ließen, außerdem hydraulische Teleskopstoßdämpfer und eine Heizung. Letztere konnte die warme Luft auch zur Windschutzscheibe leiten, um das Beschlagen zu verhindern. Eine automatische Blinkerrückstellung wurde ebenso serienmäßig wie ein Radio verbaut, außerdem die Bordelektrik von 6 auf 12 V umgestellt.
Die Fertigungskapazitäten des MZMA-Werks in Moskau waren begrenzt. Deswegen mussten verschiedene Teile wie Getriebe und Hinterachse unverändert vom Vorgänger übernommen und die Blechteile aus Gorki zugeliefert werden. Für eine neue Fertigungsstraße fehlten die Devisen, um Maschinen im Ausland zukaufen zu können. Der Motor war eine aufgebohrte und weiterentwickelte Version des Triebwerks vom Vorgänger, erst im Nachfolger Moskwitsch-407 wurde ein neuer, leistungsstärkerer Vierzylinder verbaut.
Im Mai 1958 wurde die Produktion zu Gunsten des Nachfolgers eingestellt. Insgesamt wurden 87.658 Exemplare gebaut.

## Modellvarianten
Vom Moskwitsch-402 wurden verschiedene Versionen gebaut, jedoch nicht alle Modelle gingen in die Serienfertigung.
Serienfahrzeuge
- Moskwitsch-402 – Grundmodell mit Limousinenkarosserie, gebaut von April 1956 bis Mai 1958.
- Moskwitsch-402B – Wie die Grundversion, allerdings wurden alle Steuerelemente so umgerüstet, dass sie für Personen mit körperlicher Behinderung geeignet sind.
- Moskwitsch-402M – Zum Transport von medizinischem Personal und Material, zum Beispiel um Hausbesuche bei Patienten durchzuführen.
- Moskwitsch-402T – Modell, speziell als Taxi ausgerüstet und lackiert.
- Moskwitsch-410 – Version des Fahrzeugs mit Limousinenkarosserie, aber mit einem geländetauglichen Fahrwerk und Allradantrieb.
- Moskwitsch-423 – Von 1957 bis 1958 gebaute Version als viertüriger Kombi.

Prototypen
- Moskwitsch-429 – Prototyp eines geschlossenen Kastenwagens. Er wurde nie in Serie gefertigt, erst bei den Nachfolgern gab es solche Modelle ab Werk.
- Moskwitsch-A9 – Prototyp eines Kleinbusses. Das Fahrzeug hatte Ähnlichkeiten mit Modellen aus der Rischskaja Awtobusnaja Fabrika und hatte eine Zuladung von 500 kg. Es nutzte das Fahrgestell des Moskwitsch-402. Später wurde der Prototyp an ein Karosseriewerk in Moskau verkauft, wo er im regulären Verkehr, zum Beispiel für Betriebsausflüge genutzt wurde.

## Technische Daten
Für die Limousine Moskwitsch-402, soweit bekannt.
- Motor: Vierzylinder-Ottomotor
- Leistung: 35 PS (26 kW) bei 4200 min−1
- Hubraum: 1220 cm³
- Treibstoff: Benzin mit mindestens 72 Oktan
- Verbrauch: 9 l/100 km
- Getriebe: handgeschaltetes Dreigang-Getriebe mit Rückwärtsgang
- Höchstgeschwindigkeit: 105 km/h
- Beschleunigung: von 0 auf 80 km/h in 28,5 s
- Antriebsformel: 4×2 (Hinterradantrieb)

Abmessungen und Gewicht
- Länge: 4055 mm
- Breite: 1540 mm
- Höhe: 1560 mm
- Radstand: 2370 mm
- Spurweite vorne und hinten: 1220 mm
- Reifendimension: 5,60–15″
- Kofferraumvolumen: 340 l
- Leergewicht: 980 kg (Kombi: 1015 kg)
- Zuladung bei der Kombiversion: 250 kg